# Moulin Passe-Arrière
Le moulin Passe-Arrière est un moulin à eau situé 186 rue Saint-Leu à Amiens, dans le département de la Somme.

## Historique
L'existence du moulin Passe-Arrière sur un bras canalisé de la Somme, le bras des Clairons, est attestée depuis le Moyen Age. Avec son voisin le moulin Passe-Avant, il servait à moudre le blé. Son nom lui vient du fait que moins puissant que son vis-à-vis, le Passe-Avant, il devait lui céder la priorité pour l'usage de l'eau. Il était propriété du chapitre de la cathédral et c'est à ce titre qu'il fut déclaré bien national à la Révolution française et vendu à un particulier.
Le bâtiment actuel date de la fin du XVIIe ou du début du XVIIIe siècle. Le mécanisme quant à lui date du XIXe siècle.Le moulin et son mécanisme sont protégés au titre des monuments historiques : classement par arrêté du 27 juillet 1987.

## Caractéristiques
Le Moulin Passe-Arrière, qui est une propriété privée, conserve deux roues à aubes. Très peu de choses subsistent de ses mécanismes. Il est prolongé par les anciens ateliers du même côté de la rivière. Cet ensemble est caractéristique de l'activité industrielle du quartier Saint-Leu à la fin du XVIIIe ou au début du XIXe siècle.